# Andrew Lansley
Andrew David Lansley, né le 11 décembre 1956 à Hornchurch, est un homme politique britannique.
Membre du Parti conservateur, il est députét de la circonscription de South Cambridgeshire de 1997 à 2015 et secrétaire d'État à la Santé dans le gouvernement Cameron entre 2010 et 2012.

## Biographie

### Jeunesse
Né à Hornchurch dans l'Essex, Lansley fait ses études à Brentwood School et à l'université d'Exeter, obtenant un BA en science politique. Son père, Thomas, travaille dans un laboratoire médical et est le cofondateur du Council for Professions Supplementary to Medicine et président de l'Institute of Medical Laboratory Scientists.
Avant d'entrer en politique, Lansley entame « une carrière prometteuse dans la Fonction publique ». Il travaille pour Norman Tebbit pendant trois ans en tant que secrétaire particulier au ministère de l'industrie et du commerce (Department of Trade and Industry). C'est pendant cette période (16 octobre 1984) que l'IRA fait exploser une bombe au Grand Hôtel de Brighton lors de la convention du parti conservateur. Tebbit est sérieusement blessé dans l'attentat. Andrew Lansley fait partie des personnes qu'il remerciera pour leur soutien.
Lansley s'engage alors plus profondément dans les activités politiques. En 1990, il est engagé au siège du Parti conservateur.
Il joue un rôle important dans la campagne du Parti conservateur lors des élections de 1992, rôle qu'il décrit comme « l'une des réussites professionnelles dont il est le plus fier » pour lequel il est décoré commandeur dans l'ordre de l'Empire britannique. Il souffre d'un infarctus mineur en 1992, initialement diagnostiqué comme une infection, mais dont il se remet entièrement en dépit d'une légère diminution de son sens de l'équilibre.

### Membre du Parlement
Lansley cherche à entrer au Parlement et est retenu pour la circonscription de South Cambridgeshire, dans laquelle il est élu en 1997.
Il rejoint immédiatement le comité de la Chambre des communes compétent de la Santé (Commons Health Select Committee).
Lors des élections de 2001, il joue de nouveau un rôle dans la stratégie en tant que vice-président du Parti conservateur. Les ministres du cabinet fantôme doivent en particulier valider avec lui le moment de leurs interventions. Il leur impose un calendrier qui reçoit le nom de « Stalingrid ».
Les élections de 2001 sont un échec pour le Parti conservateur et William Hague démissionne. Iain Duncan Smith, le nouveau leader du parti, propose à Lansley un poste dans le cabinet fantôme mais celui-ci refuse et siège en tant que backbencher jusqu'à l'arrivée de Michael Howard à la tête du parti.

### Cabinet fantôme
Howard le nomme ministre à la Santé du cabinet fantôme. Dans cette fonction, il réfléchit à des politiques centrées sur la liberté de choix afin d'améliorer le fonctionnement du National Health Service, et rédige un chapitre du livre The Future of the NHS.

### Ministre à la Santé
En mai 2010 le Premier ministre David Cameron lui confirme au ministère de la santé (Secretary of State for Health) dans son gouvernement de coalition des conservateurs et libéraux démocrates.
Lansley est nommé membre du Conseil privé depuis le 13 mai 2010.

### Réforme du système de la Santé
En janvier 2011, le gouvernement publie un projet de loi réformant le système de santé britannique, qui permettrait à des consortia de médecins généralistes de prendre en charge le pilotage du NHS, aujourd'hui assuré par des Primary Care Trusts. Le Premier ministre David Cameron déclare que des changements fondamentaux sont nécessaires au NHS.
Mais la réforme suscite une forte opposition d'une partie du corps médical. Dans une lettre au Times, Hamish Meldrum, président de la BMA et Peter Carter directeur général du Royal College of Nursing, entre autres, soutiennent que la rapidité et l'ampleur de la réforme proposée risquent d'amoindrir la qualité des soins en donnant la priorité aux coûts sur la qualité.
Face à l'ampleur des critiques, le gouvernement annonce, le 4 avril 2011, une « pause » dans la discussion du projet de loi qui doit lui permettre d'« écouter, de réfléchir et d'améliorer » sa proposition,.
Le 13 avril 2011, 96 % des 497 délégués à la réunion du Royal College of Nursing votent une motion de défiance à l'égard de la conduite de la réforme du NHS par Lansley.
La discussion du projet de loi reprend en juin 2011 après quelques modifications significatives. En particulier, le texte est amender pour indiquer clairement que l'objectif principal du régulateur du système de la santé publique « Monitor » est de promouvoir l'intérêt des patients et non de développer la concurrence.
Il quitte son poste lors du remaniement de septembre 2012, et devient Leader de la Chambre des Communes. Il cesse de l'être en 2014 et ne se représente pas aux élections de 2015.

## Vie privée
En 1997, Lansley quitte sa première épouse, le Dr Marilyn Biggs, avec qui il avait eu trois enfants. Il se remarie avec Sally Low ayant encore deux enfants. Il est membre de l'église anglicane.